# ヤン・ヨングブルート
ヤン・ヨングブルート（Jan Jongbloed, 1940年11月25日 - 2023年8月31日）は、オランダ出身の元サッカー選手、サッカー指導者。ポジションはゴールキーパー。足元の正確な技術に加え、ペナルティエリアから積極的に飛び出しフィールドプレーヤーとしての役割を担ったことからスイーパーキーパー、1950年代のグロシチ・ジュラの系譜に連なるキーパーと称された。

## 経歴

### クラブ
ヨングブルートは1959年にAFC DWSに入団し、選手としてのキャリアをスタートさせた。当初は第3キーパーという立場だったが正キーパーと第2キーパーが負傷したことで出場機会を掴み、同年10月25日に行われたヴィレムII戦でデビューをした。リヌス・イスラエルらと共に1963-64シーズンのエールディビジ優勝、1964-65シーズンのUEFAチャンピオンズカップ準々決勝進出に貢献した。
1972年にDWSが他の2クラブと合併しFCアムステルダムとして再編されたことに伴い、同クラブに移籍すると1974-75シーズンのUEFAカップ準々決勝進出に貢献した。1977年にローダJCへ移籍したが、首のヘルニアの悪化により40歳で引退した。HFCハールレムでアシスタントコーチを務めた後、1982年にゴー・アヘッド・イーグルスで現役復帰を果たした。
1985年9月8日にトレーニング中に心臓発作に見舞われたことを契機に、44歳で現役を引退した。

### 代表
1962年にオランダ代表の招集を受け、同年9月26日にコペンハーゲンで行われたデンマークとの親善試合にベンチ入りをすると84分にピート・ラハルデとの交代でピッチに立ち、代表デビューを果たした。その後、1960年代後半に入るとオランダ国内ではPSVアイントホーフェン所属のヤン・ファン・ベフェレンが最高のキーパーとの評価を受け正キーパーの座を確固としていたこともあり、出場機会を得ることはなかった。

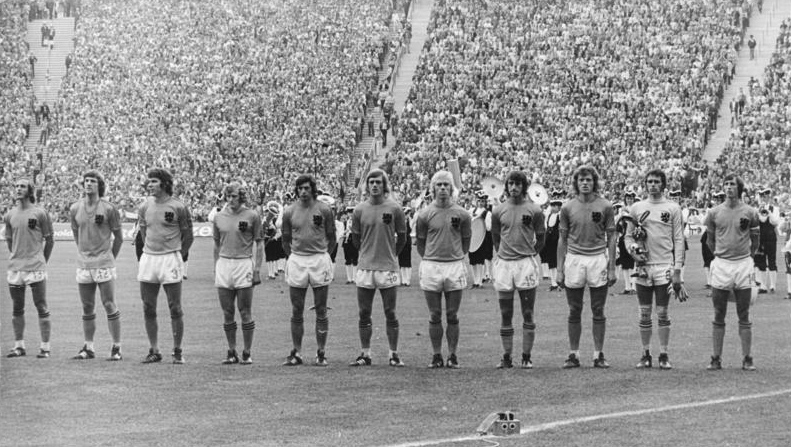
1974 FIFAワールドカップ決勝でのヨングブルート（右から2人目）

34歳とベテランの域に達していたヨングブルートは、西ドイツで開催された1974 FIFAワールドカップの直前に再び代表に招集されたが、正キーパーのファン・ベフェレンや第2キーパーのピート・スフライフェルスに次ぐ第3キーパーとしての招集であった。一方、負傷を抱えていたファン・ベフェレンの回復の目途が立たなかったことや、スフライフェルスでは戦術上の役割をこなすのは難しいと考えていた監督のリヌス・ミケルスの御目に適ったことや、ヨハン・クライフの推薦もあり正キーパーの座を掴んだ。
1974年5月26日に行われたアルゼンチンとの親善試合において12年ぶりに試合出場を果たすと、本大会では全7試合に出場しグループリーグのブルガリア戦（1失点）、決勝の西ドイツ戦（2失点）の合計3失点に抑えるなどして同国の準優勝に貢献した。この時のオランダ代表は攻撃的なサッカーを志向し、相手陣内で積極的にボール保持者にプレッシングをかけ、相互のポジションチェンジを多用することでも知られたが、ヨングブルートはペナルティエリアを積極的に飛び出してカバーリングの役割を担うことで、リベロを務めるアリー・ハーンの守備的負担を軽減させた。
1978年にアルゼンチンで開催された1978 FIFAワールドカップでも正ゴールキーパーとして参加したが、1次リーグ第3戦のスコットランド戦において3失点を喫したことから監督のエルンスト・ハッペルによってスタメンから除外された。その後、ヨングブルートの代わりに正ゴールキーパーとなったスフライフェルスが2次リーグのイタリア戦で負傷すると再び出場機会を獲得、決勝のアルゼンチン戦では正ゴールキーパーを務め2大会連続の準優勝に貢献した。
ヨングブルートはこの大会を最後にオランダ代表から退いたが、16年間のキャリアで国際Aマッチ24試合場17失点という記録を残した。このうちデビュー戦となったデンマーク戦では3失点を喫していたラハルデと交代、通算23試合目のイタリア戦では1失点を喫していたスフライフェルスとの交代で試合に出場している。

### 引退後
引退後はフィテッセのアシスタントコーチを務め、1999年10月から2000年1月1日までトップチームの暫定監督を務めた。
2023年8月31日、死去が報じられた。

## 人物
ヨングブルートは至近距離からのシュートへの反応と、足元のボールテクニックに秀でたキーパーであり、各クラブでキャプテンを務めていた。オランダ代表としてワールドカップに出場した際には背番号8を着用した。本来フィールドプレーヤーの番号である8番をキーパーが付けることは珍しいことだが、これは1970年代のオランダ代表では背番号を選手名のアルファベット順に登録していたためである。
その一方でタバコ屋の経営を本業とするセミプロ選手であり、オランダサッカー協会発行のチーム紹介パンフレットには「職業 タバコ小売業」と記載されていた。また、私生活では大の釣り好きとして知られ、練習の合間を見ては頻繁に釣りに出かけていた。
息子のエリックも元サッカー選手であり父の古巣のAFC DWSでゴールキーパーを務めていたが、1984年9月23日に行われた試合の最中に落雷事故に遭い、21歳で亡くなった。

## 個人記録
代表での成績
出典
| オランダ代表 | オランダ代表 | オランダ代表 | オランダ代表 | オランダ代表 | オランダ代表 | オランダ代表 | オランダ代表 |
| 年           | 国際大会     | 国際大会     | 親善試合     | 親善試合     | 合計         | 合計         |              |
| 年           | 出場         | 得点         | 出場         | 得点         | 出場         | 得点         |              |
| ------------ | ------------ | ------------ | ------------ | ------------ | ------------ | ------------ | ------------ |
| 1962         | 0            | 0            | 1            | 0            | 1            | 0            |              |
| 1963         | 0            | 0            | 0            | 0            | 0            | 0            |              |
| 1964         | 0            | 0            | 0            | 0            | 0            | 0            |              |
| 1965         | 0            | 0            | 0            | 0            | 0            | 0            |              |
| 1966         | 0            | 0            | 0            | 0            | 0            | 0            |              |
| 1967         | 0            | 0            | 0            | 0            | 0            | 0            |              |
| 1968         | 0            | 0            | 0            | 0            | 0            | 0            |              |
| 1969         | 0            | 0            | 0            | 0            | 0            | 0            |              |
| 1970         | 0            | 0            | 0            | 0            | 0            | 0            |              |
| 1971         | 0            | 0            | 0            | 0            | 0            | 0            |              |
| 1972         | 0            | 0            | 0            | 0            | 0            | 0            |              |
| 1973         | 0            | 0            | 0            | 0            | 0            | 0            |              |
| 1974         | 9            | 0            | 3            | 0            | 12           | 0            |              |
| 1975         | 0            | 0            | 1            | 0            | 1            | 0            |              |
| 1976         | 0            | 0            | 0            | 0            | 0            | 0            |              |
| 1977         | 2            | 0            | 1            | 0            | 3            | 0            |              |
| 1978         | 5            | 0            | 2            | 0            | 7            | 0            |              |
| 通算         | 16           | 0            | 8            | 0            | 24           | 0            |              |